# Looney Tunes: De nuevo en acción
Looney Tunes: De nuevo en acción (Looney Tunes: Back in Action en inglés) es una película estadounidense estrenada en el año 2003 que combina imagen real y dibujos animados. Está dirigida por Joe Dante, escrita por Larry Doyle y protagonizada por Brendan Fraser, Jenna Elfman, Steve Martin, Timothy Dalton, Heather Locklear y Joan Cusack. Es la segunda película que mezcla a los Looney Tunes con actores reales, después de Space Jam (1996).
A pesar de recibir buenas críticas, la película fue un fracaso de taquilla: sólo recaudó $68.5 millones de dólares, frente a un presupuesto de $80 millones de dólares.

## Trama
Cansado de estar siempre a la sombra de Bugs Bunny, el Pato Lucas exige a los directivos de Warner Bros. que le den su propia película. En lugar de ello, es despedido por los propios hermanos Warner y acompañado hasta la salida por la vicepresidenta de comedias, Kate Houghton (Jenna Elfman), que ordena al guardia de seguridad y aspirante a especialista de cine, DJ Drake (Brendan Fraser), hijo de la famosa estrella de películas de acción, Damian Drake (Timothy Dalton), que expulse a Lucas de los estudios. Sin embargo, Lucas escapa de DJ y durante la persecución, pone en marcha un Batmobile que choca con la torre de agua del estudio, derribándola y causando que DJ sea despedido también. DJ vuelve a la casa en la que vive con su padre, descubriendo que Lucas le ha seguido, y recibe una llamada de su padre, que en realidad es un agente secreto. Damian pide a DJ que vaya a Las Vegas, encuentre a su compañera Dusty Tails (Heather Locklear) y le pida información sobre un misterioso diamante conocido como el Mono Azul. Damian es secuestrado por los secuaces de la Corporación Acme, mientras DJ y Lucas parten hacia Las Vegas.
Al ver que los gags de las películas de Bugs no funcionan sin Lucas, los hermanos Warner ordenan a Kate que vuelva a contratar a Lucas o ella también será despedida. Kate y Bugs averiguan dónde han ido DJ y Lucas y les siguen en un TVR Tuscan, que encuentran en el garaje de la casa de Damian. Mientras tanto, el presidente de Acme (Steve Martin) quiere encontrar el Mono Azul y usar sus poderes para dominar el mundo. DJ y Lucas llegan a Las Vegas y encuentran a Dusty en un casino propiedad de Yosemite Sam, empleado de Acme. Dusty revela a DJ que ella también es una agente secreta y le entrega una extraña carta. Sam y sus secuaces les persiguen, dando lugar a una persecución de coches a través de Las Vegas, a la que se unen Kate y Bugs cuando DJ y Lucas se meten en su coche. El coche despega y levanta el vuelo cuando Lucas grita ¡Madre!, escapando de Sam.
El coche se estrella en medio del Valle de la Muerte, donde Wile E. Coyote, empleado de Acme, intenta robar la carta, pero fue en vano, y el grupo camina por el desierto hasta encontrar el Área 52 (el verdadero nombre del Área 51), donde conocen a una científica colaboradora de Damian llamada "Madre" (Joan Cusack). "Madre" les muestra un vídeo en el que se explican los planes del presidente de Acme: usar el Mono Azul para convertir a toda la humanidad en monos que fabriquen productos Acme y después volverlos a transformar en humanos para que compren esos productos. El Área 52 aloja a una gran cantidad de alienígenas, incluyendo a Marvin el Marciano, que trabaja para Acme. Marvin libera a varios alienígenas para robar la carta, pero DJ y los demás escapan hacia el desierto. Al ver que la carta tiene la cara de la Mona Lisa, el grupo viaja al Museo del Louvre en París. Allí descubren que la carta tiene una pequeña ventana y la colocan frente al cuadro, revelando un mapa de África oculto bajo la pintura, y le hacen una fotografía.
Elmer Gruñón, que también trabaja para Acme, llega y exige que le entreguen la carta, y Bugs y Lucas escapan de él saltando en el interior de varios cuadros. Mientras tanto, Kate es secuestrada por el ayudante del presidente, Bob Smith (Bill Goldberg), que la lleva a lo alto de la Torre Eiffel y escapa en un helicóptero con la fotografía. DJ rescata a Kate, mientras que Elmer se desintegra en pequeños puntos, después de emerger de un cuadro puntillismo. El grupo viaja a África y se encuentran con la Abuelita, Silvestre y Piolín, que les acompañan hasta un antiguo templo donde encuentran el Mono Azul. La Abuelita, Silvestre y Piolín resultan ser el presidente, Smith y Taz disfrazados, y usan una pistola desintegradora para trasladarlos a todos a la sede de Acme.
El presidente entrega el diamante a Marvin, que parte hacia el espacio para colocarlo en un satélite Acme, mientras Bugs y Lucas lo persiguen. DJ y Kate son atados pero escapan para rescatar a Damian, que está a punto de ser atropellado por un tren conducido por Wile E. Coyote. Los dos se enfrentan a un perro robot gigante, pero consiguen vencerlo y DJ rescata a su padre. Bugs se enfrenta a Marvin, mientras Lucas se convierte en Duck Dodgers e intenta destruir el diamante, pero es vencido por el arsenal del satélite. Lucas lanza su pico hacia el rayo de energía creado por el diamante, haciendo que dispare un solo rayo que llega a la Tierra y convierte al presidente en un mono. Después de que Bugs y Lucas destruyen el satélite y vuelven a la Tierra, Lucas descubre que todo ha sido un plan de Bugs para conseguir que Lucas vuelva a trabajar con él en una película.
Bugs le promete a Lucas que a partir de ese momento, los dos recibirán el mismo trato. Justo cuando la suerte de Lucas empieza a mejorar, es aplastado por el logo de los Looney Tunes. Porky aparece e intenta decir su frase de despedida, ¡Eso es todo, amigos!, pero tarda tanto en decirla, debido a su tartamudeo, que el estudio cierra y apaga las luces, haciendo que Porky desista y se limite a decir al público que se vaya a casa.
En la escena posterior a los créditos, se ve a Lucas siendo perseguido por Nasty Canasta y Cottontail Smith en el Golden Nickel. Durante la persecución, Lucas juega en una máquina tragamonedas y obtiene un premio mayor haciendo coincidir tres cerezas. Después de que Lucas escapa, Canasta y Smith están eufóricos y planean obtener las ganancias, solo para que la máquina tragamonedas explote, cuando se revela que las cerezas son bombas de cereza. Los dos bandidos se desmayan poco después.

## Reparto

### Actores
- Brendan Fraser como DJ Drake y él mismo.
- Jenna Elfman como Kate Houghton.
- Steve Martin como el presidente de Acme.
- Timothy Dalton como Damian Drake.
- Heather Locklear como Dusty Tails.
- Paula Abdul como él misma.
- Don y Dan Stanton como los Hermanos Warner.
- Joan Cusack como Madre.
- Michael Jordan como él mismo.
- Ron Perlman como él mismo.
- Jeff Gordon como él mismo.
- Matthew Lillard como Shaggy y él mismo

### Voces
- Joe Alaskey como Bugs Bunny, Daffy Duck/Pato Lucas y Silvestre.
- Billy West como Elmer Fudd/Elmer Gruñón.
- Jeff Bennett como Yosemite Sam/Sam Bigotes y Foghorn Leghorn/Gallo Claudio.
- Eric Goldberg como Tweety/Piolín, Speedy González y Marvin el Marciano.
- June Foray como Abuelita.
- Bob Bergen como Porky Pig.
- Brendan Fraser como Taz.
- Bruce Lanoil como Pepé Le Pew.